# Liste armenischer Museen
Dies ist eine Liste armenischer Museen mit dem Schwerpunkt armenischer Geschichte, Kultur und Religion.
Frankreich
- Centre du Patrimoine Arménien, Valence
- Musée Arménien de France, Paris

Russland
- Armenian Museum of Moscow and the Culture of Nations, Moskau
- Museum of Russian-Armenian Friendship, Rostow am Don

USA
- Ararat-Eskijian-Museum, Los Angeles
- Armenian Museum of Fresno, Fresno
- Armenian Library and Museum of America, Watertown

Weitere
- Armenisches Museum (Antelias), Libanon
- Armenisches Museum (Jerusalem), Armenisches Viertel von Jerusalem, Israel
- Musa Mountain Armenian Museum, Vakıflı, Hatay, Türkei
- Museum Collection of the Transylvanian Armenians, Dumbrăveni, Rumänien
- Museum der Mechitharistenkongregation, Wien

Siehe auch: Liste der Museen in Armenien